# Raphaël Sindic

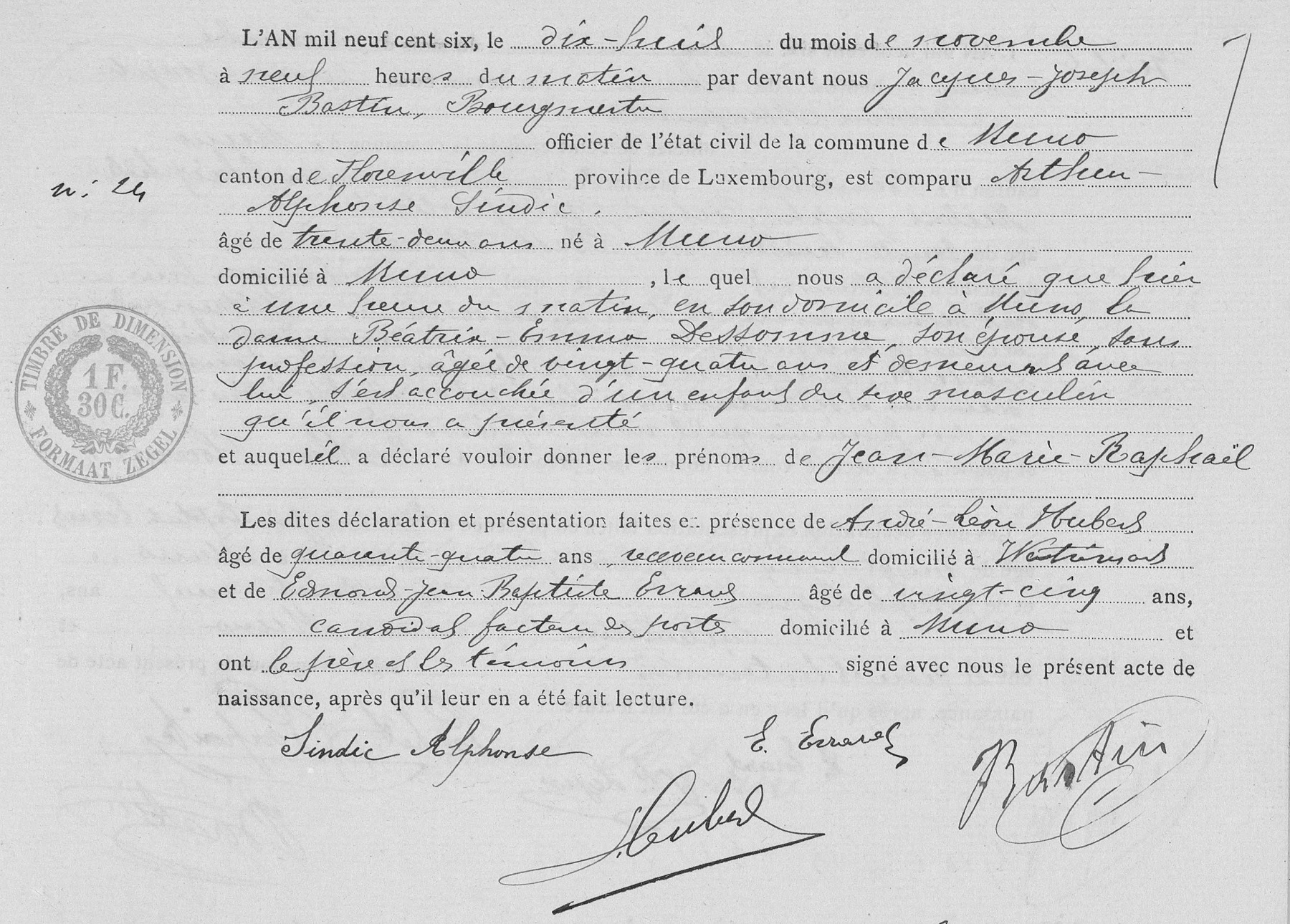
Acte de naissance de Raphaël Sindic

Raphaël Sindic, né le 17 novembre 1906 à Muno et mort le 14 décembre 1945 à Arlon, est un homme parlementaire et écrivain belge.

## Jeunesse
Jean Marie Raphaël Sindic, né à Muno (Province de Luxembourg), est le fils d'Arthur Alphonse Sindic, entrepreneur belge originaire également de Muno, et de Béatrice Emma Desomme, ménagère française.

## Professeur et parlementaire

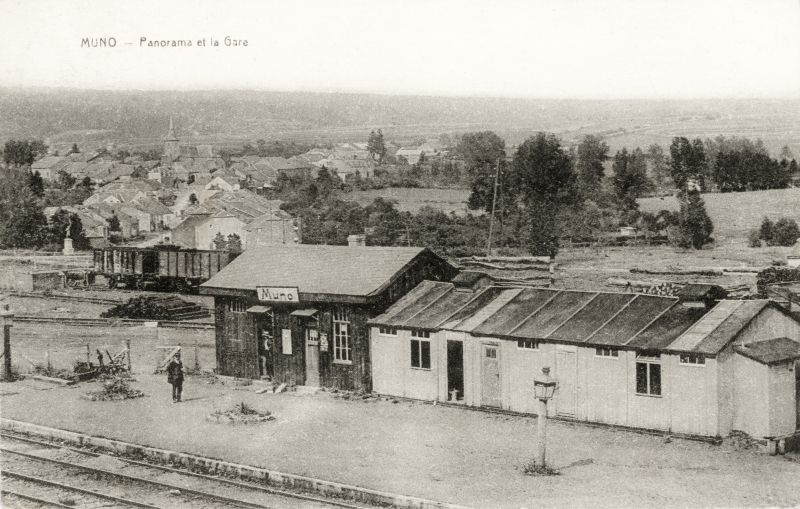
Ancienne carte postale de la ville de Muno

Jeune, il envisageait de suivre la voie ecclésiastique, mais celui-ci est devenu docteur en philosophie en étudiant au Séminaire de Bastogne, dans la province du Luxembourg. Il finira par devenir enseignant, notamment au sein de la congrégation cléricale catholique du droit pontificale des Aumôniers du Travail.
À la suite de sa rencontre avec Léon Degrelle, il démissionne de son poste initial pour rejoindre les rangs de Rex, démontrant ainsi un profond engagement. Son adhésion à ce mouvement politique l'a conduit à être élu député du parti en 1936 pour l’arrondissement de Bruxelles. Il a ainsi siégé à la Chambre des représentants du 24 mai 1936 au 2 avril 1939.

## Rexisme

### Explication du mouvement
Le mouvement rexiste était un parti politique en Belgique qui a exercé son influence pendant les années 1930 à 1940. Son fondateur, Léon Degrelle, est un ancien journaliste et homme politique belge. Le parti s'est rapidement imposé, en attirant de nombreuses personnes dont les convictions étaient en opposition avec le système parlementaire multipartite instauré en Belgique. Pour ce faire, de multiples rassemblements ont été organisés par l’organisation Rex un peu partout dans le monde, sous la direction de Léon Degrelle, Raphaël Sindic et José Streel. Ces rencontres leur ont permis d’échanger avec des centaines de catholiques, à propos de la nécessité de restaurer le parti, ainsi que de souligner l'importance de la foi chrétienne. Ces échanges portaient également sur les risques perçus de la franc-maçonnerie et du marxisme.
Le mouvement rexiste prônait un nationalisme radical et autoritaire. Il se distinguait comme étant le principal représentant des courants de droite autoritaire, ayant fait son apparition en Belgique pendant les années trente. Ce mouvement exerçait principalement son influence par le biais de la presse. En effet, c'est en janvier 1933 que le journal Rex s'installe en tant que journal autonome et bimensuel. Ce journal parait en alternance avec un autre, nommé Vlan, un samedi sur deux. Ils fusionnent en mars 1934 et proposent des publications hebdomadaires. Ceux-ci se concentrent sur le rapide déclin de Rex entre 1937 et 1940, ainsi que sur les tensions internes et les dislocations que le parti a subies durant cette période. Bien que son influence politique ait été essentiellement francophone, elle s'est également étendue jusqu'en Flandre. Normalement, Hubert d’Ydewalle occupait la fonction de rédacteur en chef, mais il arrivait que celui-ci laisse sa place à certains intermèdes, dont Raphaël Sindic. Néanmoins, Léon Degrelle exerçait personnellement un contrôle assez strict sur Vlan.
Le premier cercle, qui regroupe les premiers membres du rexisme spirituel, était constitué de journalistes, d'enseignants et d'étudiants dont le dénominateur commun était l’appartenance à une même génération de la jeunesse catholique belge des années 1920 et 1930. On y trouve Raphaël Sindic, Pierre Daye, Jean Denis, Serge Doring, Carlos Leruitte, Victor Matthys et José Streel,.
Cependant, l’influence de ce mouvement a diminué après le début de la Seconde Guerre mondiale, en raison de la répression exercée par le gouvernement belge et de l'occupation allemande.

### Affaire Sindic

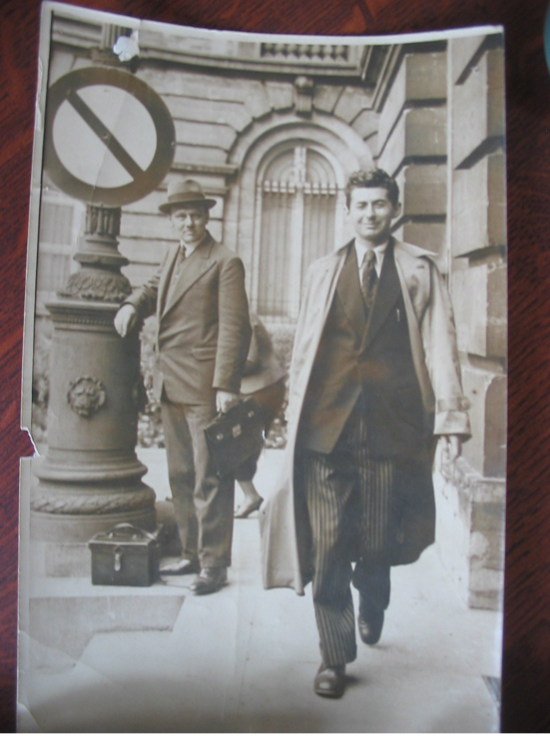
Raphaël Sindic lors de son interpellation ratée

La première fois que les rexistes ont fait leur apparition officielle au Parlement s’est révélée être un véritable échec. En effet, le jeudi 9 juillet 1936, était prévu à la Chambre du Parlement belge une interpellation très attendue de Monsieur Raphaël Sindic concernant la corruption au sein du domaine politique que ce dernier voulait dénoncer. La dénonciation des scandales politico-financiers constitue un élément clé de la communication du mouvement. Cependant, Sindic était introuvable à l'ouverture de la séance plénière. Le président de la Chambre, Kamiel Huysmans, chargé de la bienséance de la réunion, a accordé la parole à l’interpellant, et a attendu un moment. Mais le silence dans la salle témoignait de l’absence de Monsieur Sindic. Finalement, le président a levé la réunion, terminant ainsi la session parlementaire à 14h15, alors que celle-ci avait débuté 15 minutes auparavant. Sindic est arrivé quelques minutes plus tard, après que l’assemblée se soit vidée.
Cette absence a fait beaucoup de bruit et le journal Le Pays Réel a même publié le 10 juillet 1936 le texte du “discours-massue” de Rex, soulignant l’importance de cet événement dans le débat public. Cet épisode, selon Francis Balace, est une des causes du déclin du mouvement rexiste. Xavier de Grunne, sénateur rexiste, avait essayé de rattraper la situation en demandant une interpellation au Sénat, ce qui lui fut accepté. Néanmoins, cette intervention s'est révélé sans succès pour les rexistes, soulignant ainsi leur inexpérience politique.
À la suite de ce « scandale inouï », comme le qualifie Le Pays Réel, Sindic a pris la parole pour s'excuser de son retard face à la Chambre. Il s'est permis toutefois d’accuser le président de l'assemblée d’avoir abusé de son autorité en violant des traditions ancrées.

### Départ du parti

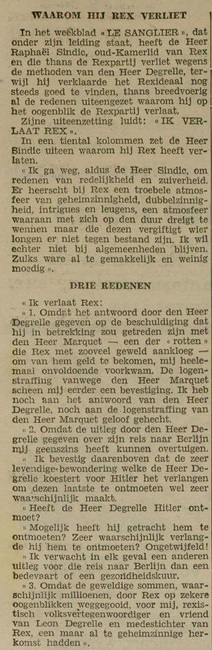
Explication de Sindic de son départ du parti dans l'hebdomadaire "Le Sanglier"

Ce parti fait face à des tensions internes, telles que des difficultés financières et la démission de certains parlementaires. Ces problèmes sont principalement associés à la radicalisation du mouvement. Après son départ du parti, en mars 1939, Sindic a souligné ce déclin en résumant la situation ainsi : « La classe ouvrière vous hait, le clergé vous est hostile, les intellectuels sont partis et la Flandre vous ignore ».
Léon Degrelle propose, le 7 mars 1939, à Raphaël Sindic de devenir tête de liste rexiste dans la province du Luxembourg pour les élections législatives prochaines. Cependant, ce dernier refuse son offre et prend la décision de démissionner, bien qu’il soit l’un des plus vieux collaborateurs de celui-ci.
Il a quitté Rex en raison de son opposition à la montée du mouvement en radicalité vers le fascisme. Il a également publiquement accusé Léon Degrelle d’avoir reçu des fonds de Mussolini. Sindic rapporte que Degrelle a toujours prétendu avoir reçu des sommes importantes. Cependant, celui-ci rassurait les membres du parti quant à l'origine de cet argent, en assurant ne pas en avoir reçu de Berlin ou d'autres. Sindic trouvait l'explication officielle publiée par  Le Pays Réel absurde, puisque ni le journal ni les réunions ne généraient de revenus ; au contraire, ils entraînaient plutôt des dépenses. Malgré les démentis de Degrelle, les preuves étaient bien présentes. En effet, dans son journal politique, le ministre des Affaires étrangères de Mussolini, Galeazzo Ciano, a affirmé "vouloir redonner aux rexistes une subvention par mois".
Raphaël Sindic explique par la suite dans son organe de presse, l’hebdomadaire « le Sanglier », les motifs précis de son départ du parti. Il l'a principalement justifié par les méthodes de Léon Degrelle, qui avaient créé un environnement rempli de mensonges et d'incertitudes qu’il ne pouvait plus tolérer. Premièrement, Sindic doute de l’explication donnée par Degrelle pour expliquer son voyage à Berlin. Il avance plutôt l'idée d'un désir de rencontrer Hitler, pour qui Degrelle éprouvait une profonde admiration, plutôt que de considérer ce voyage comme un simple un pèlerinage. De plus, Sindic a souligné que des sommes considérables ont été gaspillées par Rex. Cela lui était inconnu alors qu’il était représentant rexiste et un ami de Degrelle. Il attribue ce gaspillage au fait que les fonds du parti auraient été dépensés de manière inutile, notamment dans le financement d'affiches coûteuses ou de réunions onéreuses,.
Raphaël Sindic est également d’avis que Degrelle a détruit le mouvement par son absence de ligne idéologique claire, en effet Sindic précise que celui-ci n'a jamais gardé une idée précise pendant plus de 15 jours, se conformant plutôt aux souhaits de l’opinion publique du moment.

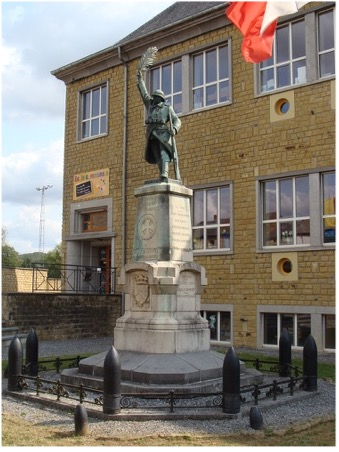
Monument consacré aux morts des deux guerres situé à Muno

En résumé, Raphaël Sindic mène une campagne contre Degrelle, mais non pas contre le mouvement rexiste en lui-même, car il reste attaché à son idéal. Son opposition se dirige donc spécifiquement envers Léon Degrelle,, qu'il décrit comme un « parfait incapable ». Raphaël Sindic est d'avis que se débarrasser de ce dernier redonnerait vigueur au parti.
Après s’être écarté du mouvement, Raphaël Sindic a également pris part à la Résistance durant la Seconde Guerre mondiale, un phénomène connu sous le nom de « Résistance rexiste ».

## Fin de vie
En fin de vie, Sindic fut prisonnier politique et fut transporté dans un convoi à destination du camp de concentration de Neuengamme, en Allemagne, au début de septembre 1944. Ainsi, il a été confronté à l'univers des camps de concentration nazis. Il décéda à Arlon le 14 décembre 1945.

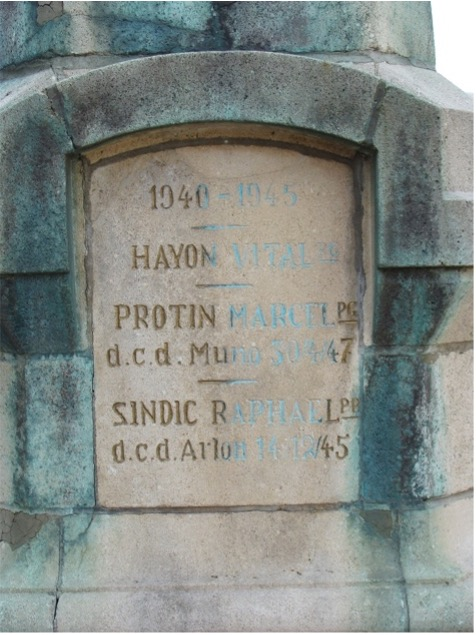
Inscription du prénom de Raphaël Sindic (statue voir ci-dessus)

On trouve d’ailleurs son nom gravé dans un monument consacré aux morts des deux guerres, par un sculpteur nommé Vandecapelle, situé à Muno.

## Écrits et œuvres
- Tilman Côme est-il un imposteur?, Leuven, Rex, 1933.
- Apparitions en Flandre, Leuven, Rex, 1933.
- Gifles, Leuven, Rex, 1935.
- Rex devant l'opinion catholique, Brussel, Rex, 1936.
- Pourquoi je quitte Rex, Brussel, Éditions du Sanglier, 1939.
- L'affaire Sindic. Que répond Degrelle?, Bruxelles, La Presse de Rex.